# Chris Nicholl
Pour les articles homonymes, voir Nicholl.
Christopher John Nicholl, dit Chris Nicholl, né le 12 octobre 1946 à Wilmslow (Angleterre du N-O) et mort le 24 février 2024, est un footballeur né en Angleterre mais ayant porté les couleurs de l'Irlande du Nord entre 1974 et 1983 (51 sélections, 3 buts).
Il dispute ainsi, aux côtés de son cousin Jimmy Nicholl, la coupe du monde 1982 en Espagne où l'Irlande du Nord atteint le deuxième tour après une victoire contre l'Espagne chez elle à Valence (1-0).
Chris Nicholl joue en tant que défenseur central à Aston Villa entre 1972 et 1977 (remportant 2 League Cup en 1975 et 1977), puis à Southampton entre 1977 et 1983.
Il est ensuite devenu entraîneur de Southampton, puis de Walsall.
Il est surtout connu pour avoir, lors de la rencontre Aston Villa - Leicester City qui s'est terminée sur le score de 2-2, marqué les 4 buts du match.